# Lusaghbyur (Shirak)
Lusaghbyur (in armeno Լուսաղբյուր?) è un comune di 567 abitanti (2001) della provincia di Shirak in Armenia.